# Ærarium militare
L’ærarium militare est un trésor militaire de la Rome impériale. Il est institué en l'an 6 apr. J.-C. par Auguste, le premier empereur romain, comme « revenu fixe et perpétuel, » pour les pensions des vétérans de l'armée romaine impériale (praemia militiae). Il disparaît probablement au cours du deuxième ou troisième quart du IIIe siècle.
Cette caisse spéciale tire son financement de nouvelles taxes, des droits de succession et une taxe sur la vente, et régularise des dispositions ad hoc pour les vétérans qui, sous la République, recevaient des terres de leur général sur les biens publics.
Les praefecti aerarii militaris sont les trois préfets chargés de superviser ce trésor.

## La «problématique» des vétérans
La professionnalisation de l'armée pendant la République créé un nouveau « problème », celui des vétérans.
Avant cette professionnalisation, les citoyens servent un court temps dans l'armée pour faire face à une menace spécifique ou pour mener des campagnes saisonnières, et retournent ensuite à leurs occupations normales. Ensuite, la première solution au problème des vétérans dans la République tardive a été de les installer dans des colonies sur les nouveaux territoires conquis, ou sur des terres prétendues publiques en Italie. Mais cela est en fait utilisé à des fins personnelles par l'aristocratie. La redistribution de terres par des chefs militaires tels que Marius, puis les triumvirs Pompée, Crassus et Jules César, est ressentie par les classes supérieures comme une mesure populiste en faveur des rangs inférieurs de la société. Une prestation financée par l'État permet de rediriger la loyauté du vétéran envers son général immédiat plutôt qu'envers l'État romain.
Le biographe impérial et historien Suétone voit l'aerarium militare comme une réponse à l'incertitude des militaires retraités dans le besoin qui pourraient être tentés de soutenir un coup d'État ou de fomenter des troubles,,.

## L'instauration du trésor
Sous Auguste, les subventions monétaires remplacent donc les redistributions de terres avec l'instauration de ce trésor en l'an 6 apr. J.-C. Cette initiative d'Auguste est d'abord accueillie avec hostilité.
L'empereur créé donc le fonds initial 170 millions de sesterces provenant de ses propres fonds,, ainsi que des contributions volontaires des royaumes et des cités clients.
Auguste inclut l'aerarium militare parmi les accomplissements dans ses Res Gestae Divi Augusti, une autobiographie commémorative publiée à titre posthume dans tout l'Empire.

## Le financement du trésor
Le montant initial déposé par Auguste est insuffisant et, après avoir sollicité les sénateurs sur des améliorations du financement, qui toutes ont été refusées, Auguste impose de nouvelles taxes pour financer cette caisse spéciale. Les classes supérieures se plaignent des nouvelles taxes mais préfèrent toutefois l'instauration de ce trésor aux redistributions de terres aux vétérans. Pierre Cosme pense plutôt qu'Auguste refuse les propositions sénatoriales ainsi que les dons de particuliers, qui auraient pu être tentés de se créer une clientèle au sein des vétérans, et impose ses propres idées après avoir demandé au Sénat pour la forme.
Un droit sur les successions de 5% (vicesima hereditatium) est instauré, Auguste prétendant avoir trouvé ce projet dans les papiers de son père adoptif. Les héritages laissés aux membres de la famille immédiate du défunt sont exemptés, pour encourager la natalité, de même que les biens évalués à une valeur inférieure à un plancher.
Une autre source de recettes fiscales est au moins attestée, en l'occurrence une taxe de 1% sur les marchandises vendues aux enchères (centesima rerum venalium). Pierre Cosme parle quant à lui d'un niveau de taxe à 4% sur les ventes aux enchères en l'an 7 qui s'ajoute au 1% mis en place au lendemain des guerres civiles.

## Le montant de la prime
Un soldat gagne une praemium unique ou une prestation dans le temps après avoir terminé son service (seize ans dans la garde prétorienne, vingt années dans l'armée régulière). À la fin du règne d'Auguste, la pension est de 20 000 sesterces pour un prétorien et 12 000 sesterces pour un légionnaire. Pierre Cosme indique qu'Auguste fait passer la durée de service de vingt à vingt-cinq ans pour les légionnaires et de douze à seize pour les prétoriens.
Au Ier siècle, la pension d'un légionnaire représente environ douze années de salaire. La praemium reste stable jusqu’au règne de Caracalla, au début du IIIe siècle, où elle passe à au moins 12 000 sesterces pour un légionnaire et un montant plus élevé, mais non connu précisément, pour un prétorien.
Quand le trésor est doté d'un montant insuffisant, l'empereur peut éviter de payer des pensions par une extension arbitraire de la durée du service militaire, dans une forme de rétention forcée ou de « politique stop-loss ».

## La localisation du trésor
Ce trésor militaire est peut-être localisé sur le Capitole à l'époque de Néron, ce qui est attesté par un diplôme militaire datant de 65,. Il est aussi possible qu'il soit abrité dans le temple de la Concorde.
Il est difficile de savoir si c'est un entrepôt physique contenant le revenu des recettes fiscales ou un bureau pour les transactions sur papier.

## L'administration du trésor
Ce trésor est administré par trois préfets, les praefecti aerarii militaris, qui sont d'anciens préteurs d'abord choisis par tirage au sort pour un mandat de trois années. Plus tardivement, ils sont nommés par l'empereur,>,.
Leurs fonctions précises ne sont pas claires, bien que l'on sache qu'ils ne sont pas chargés de la collecte des impôts. Ils ont peut-être principalement assuré la gestion et la sécurité financière. Chaque préfet sénatorial s'est vu attribuer deux licteurs et d'autres membres du personnel, mais les préfets nommés par l'empereur n'ont pas de licteur. Ce changement de nomination par l'empereur est peut-être intervenu dès le règne de Claude au milieu du Ier siècle,.
Les préfets ne rendent de compte qu'à l'empereur>,.

## Liste non exhaustive des préfets
- Caius Stertinius Maximus, avant son consulat suffect de l'an 23[20].
- Publius Vitellius, oncle du futur empereur Aulus Vitellius, nommé par Tibère en 31 peu avant son exécution pour son implication dans le complot de Séjan[20].
- Quintus Aurelius Pactumeius Fronto, nommé par Vespasien vers 76-78 avant son consulat suffect de 80[20].
- Tiberius Iulius Celsus Polemaeanus, nommé par Domitien vers 85-87 avant son consulat suffect de 92[20].
- Pline le Jeune, nommé par Domitien, de 94 à 96/97 avant son consulat suffect de 100[15],[21].
- Galeo Tettienus Petronianus, nommé par Nerva vers 97-99 avant son consulat suffect de 102 ou 103[20].
- Lucius Catilius Severus, nommé par Trajan, probablement de 105 à 107 avant ses consulats de 110 (suffect) et 120 (éponyme)[20].
- Marcus Egrilius Plarianus, nommé par Hadrien, de 123 à 125 avant son consulat suffect en 143 ou 144[20].
- Lucius Octavius Cornelius, nommé par Antonin le Pieux de 140/141 à 142/143 avant son consulat éponyme de 148[20].
- Lucius Neratius Proculus, nommé par Antonin le Pieux entre 140 et 146 avant un consulat suffect entre 144 ou 148[20].
- Sextus Pedius Hirrutus Lucilius Pollio, nommé par Antonin le Pieux entre 150 et 160 avant un consulat suffect en 158 ou 161[20].
- Tiberius Iulius Frugi, nommé par Marc Aurèle vers 175 à 177 avant un consulat suffect probablement en 178[20].
- Caius Sabucius Maior Caecilianus, nommé par Marc Aurèle vers 178 à 180 avant un consulat suffect probablement en 186[20].
- Lucius Fabius Cilo, proche de Septime Sévère, nommé par Commode vers 187 à 189 avant ses consulats de 193 (suffect) et 204 (éponyme)[20].
- Caius Pomponius Bassus Terentianus, nommé par Commode vers 190 à 192 avant un consulat suffect probablement en 193[20].
- Sextus Varius Marcellus, père du futur empereur Héliogabale et neveu par alliance de Septime Sévère, nommé par ce dernier entre 207 et 210[20].
- Lucius Annius Italicus Honoratus, nommé par Caracalla avant un consulat suffect probablement vers 219[20].
- Publius Iulius Iunianus Martialianus, nommé par Héliogabale avant un consulat suffect probablement ves 227[20].

## La disparition du trésor
On ignore la date de disparition de l’aerarium militare. Les derniers préfets dont les années de service sont précisément datées sont du règne d'Héliogabale, entre 218 et 222. Cependant, il se peut qu'une autre préfecture soit datée du milieu du IIIe siècle.